# Linggaöarna

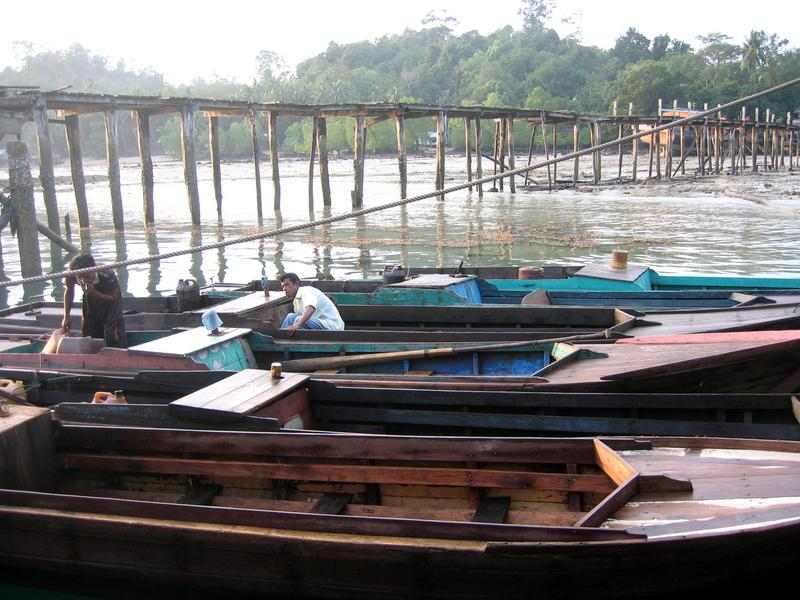
Jago på ön singkeps norra del, nära till Lingga.

Linggaöarna, (Indonesiska: Kepulauan Lingga) är en ögrupp som ligger söder om Singapore i provinsen Kepulauan Riau i Indonesien. Ögruppen ligger både norr och söder om ekvatorn precis öster om Sumatra. Ögruppen ligger söder den bland annat kända industriön Batam och turistön Bintan. Ekvatorn går igenom norra delen av ön Lingga, ögruppens huvudö. Distriktshuvudorten Daik för Kabupaten Lingga ligger på ön Lingga.
Ögruppen täcker en yta på 2 205,95km²  och har en befolkning på 86 150 invånare (2010). Centralorten är Daik som ligger på ön Lingga. 
Befolkningen består främst av malajiska, bugis och kinesiska etniciteter (främst Hakka, Teochew och Hoklo.)